# シー・ウィズ・ニモ&フレンズ
シー・ウィズ・ニモ&フレンズ（The Seas with Nemo & Friends）は、アメリカ合衆国フロリダ州のウォルト・ディズニー・ワールド・リゾートにあるディズニーパーク「エプコット」のワールド・ネイチャーの一部である。パビリオンは、「ザ・ランド」の隣に位置する。ここでは同名のアトラクションについても解説する。

## 概要
1986年に前身となる「リビング・シー（Living Seas）」館がオープンした。オープン当初はアメリカ最大の22,000t(570万ガロン)の海水の水槽が話題となったが、後にジョージア水族館のオープンでその記録は抜かれた。当初のコンセプトは「海底基地」にゲストを案内するというものであった。
2005年にテーマを映画「ファインディング・ニモ」にリニューアルするためにクローズ。2007年1月に「シー・ウィズ・ニモ&フレンズ（The Seas with Nemo & Friends）」として再オープンした。

## アトラクション

### 概要
| シー・ウィズ・ニモ・アンド・フレンズ The Seas with Nemo & Friends | シー・ウィズ・ニモ・アンド・フレンズ The Seas with Nemo & Friends | シー・ウィズ・ニモ・アンド・フレンズ The Seas with Nemo & Friends | シー・ウィズ・ニモ・アンド・フレンズ The Seas with Nemo & Friends |
| ----------------------------------------------------------------- | ----------------------------------------------------------------- | ----------------------------------------------------------------- | ----------------------------------------------------------------- |
| オープン日                                                        | オープン日                                                        | 2007年1月24日                                                     | 2007年1月24日                                                     |
| スポンサー                                                        | スポンサー                                                        | なし                                                              | なし                                                              |
| 利用制限                                                          |                                                                   | なし                                                              | なし                                                              |
| ファストパス                                                      | ファストパス                                                      |                                                                   | ○                                                                 |
| シングルライダー                                                  | シングルライダー                                                  |                                                                   | 対象外                                                            |

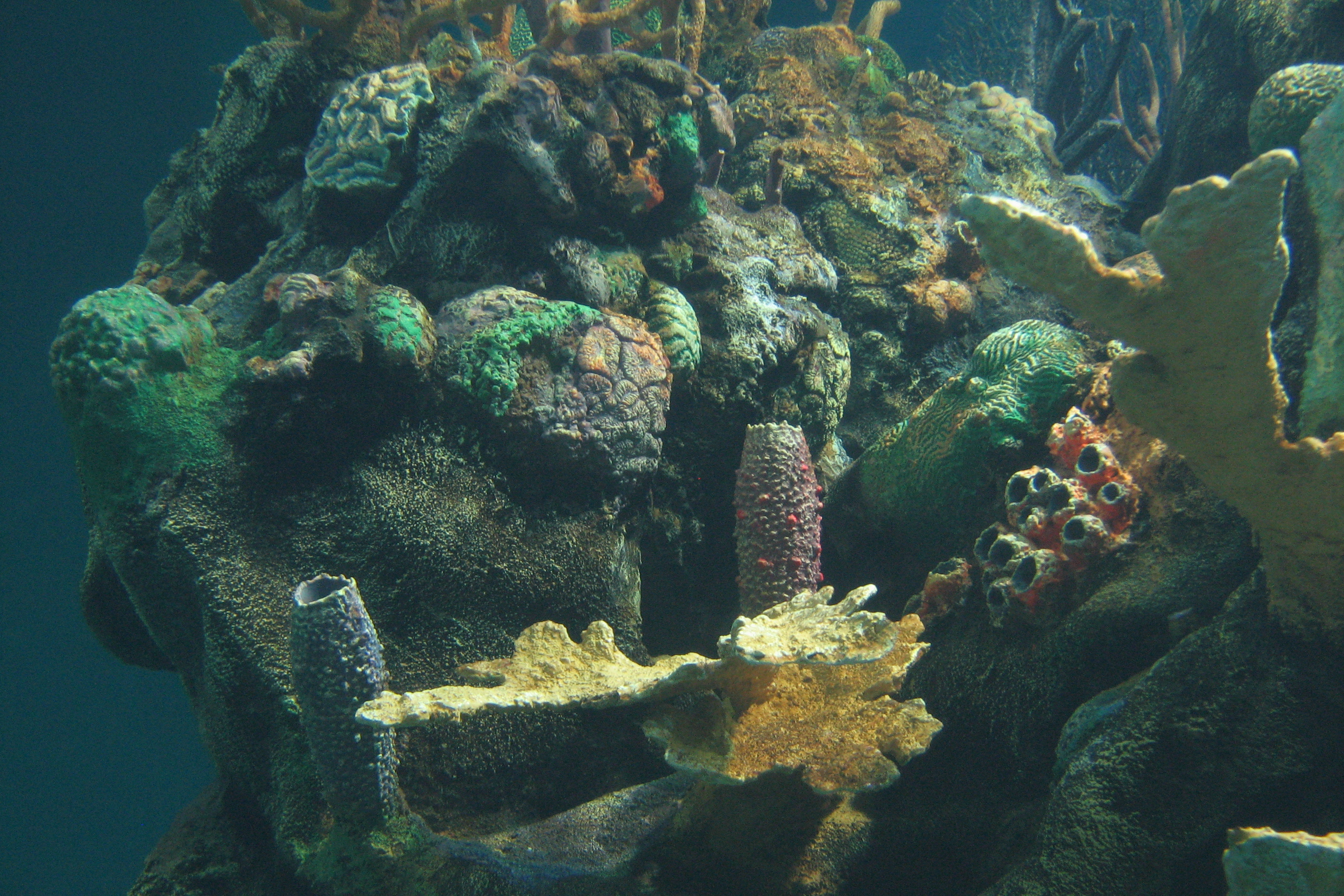
サンゴ

「クラモービル」と呼ばれる貝型のオムニローバーに乗ってニモを探しに行くダークライド型のアトラクション。途中で現実の水族館とリンクする。
。

## その他のアトラクションとサービス

### アトラクション

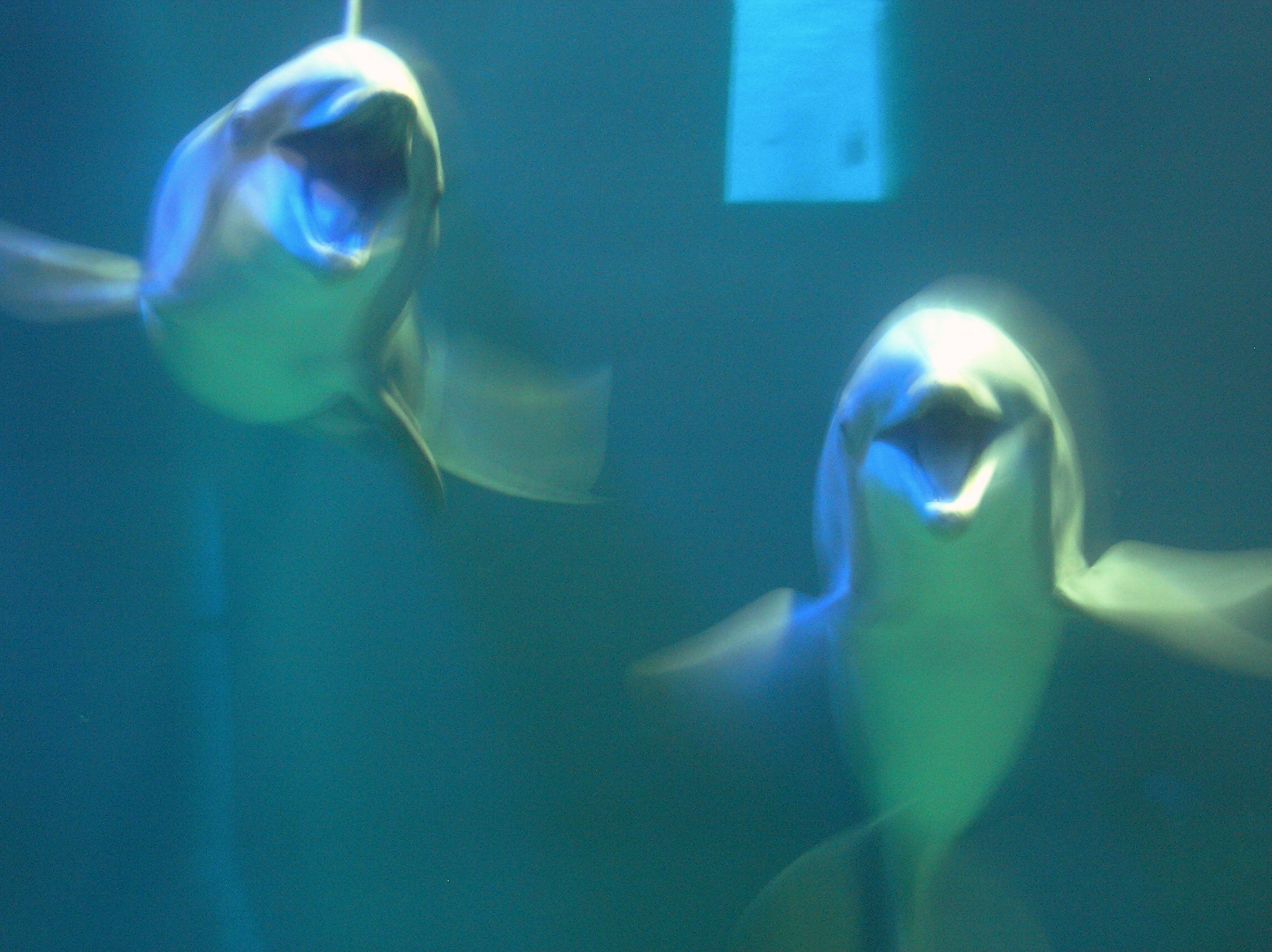
バンドウイルカ

- タートル・トーク・ウィズ・クラッシュ（Turtle Talk with Crush）

- 海底基地（Sea Base）:水族館のメインエリア。アメリカマナティーやバンドウイルカ、ウミガメ等の海洋生物やシュモクザメやシロワニ、カクレクマノミをはじめとする数々の魚類を観察できる。

### レストラン
- コーラルリーフ・レストラン（Coral Reef Restaurant）: 壁はガラス貼りとなっており海の中で食事をしているような体験ができる。シーフード料理をはじめとした料理を提供するテーブルサービスレストラン。